# Helmuth Gmelin
Helmuth Gmelin, eigentlich Hellmuth Gmelin,  in Besetzungslisten manchmal auch Helmut Gmelin  (* 21. März 1891 in Karlsruhe; † 18. Oktober 1959 in Hamburg) war ein deutscher Schauspieler, Theaterregisseur, Theaterleiter, Schauspiellehrer, Hörspiel- und Synchronsprecher.

## Leben und Werk
Helmuth Gmelin entstammte einer badischen Gelehrtenfamilie. Sein älterer Bruder war der Schriftsteller Otto Gmelin. Schon früh nahm er Schauspielunterricht an der von Emanuel Reicher und Friedrich Moest gegründeten Reicherschen Hochschule für dramatische Kunst in Berlin. Seine ersten Engagements erhielt er in der Schweiz und in Weimar. Um 1919 ging er an das Staatstheater Braunschweig, wo er auch als Regisseur tätig war.
Verheiratet war Gmelin in erster Ehe mit Thekla Mathilde Lina Christine, geb. Diekmann, die am 27. Juli 1919 an den Folgen der Geburt der gemeinsamen Tochter Gerda Gmelin im Kindbett starb. Einige Jahre später heiratete er in zweiter Ehe Charlotte Wilke, Tochter des Braunschweiger Künstlers Rudolf Wilke und dessen Ehefrau Amalie, geb. Brandes. Beide hatte die gemeinsame Tochter Alexandra.
Nachdem sein Vertrag in Braunschweig 1934 ausgelaufen war, zog es ihn nach Hamburg. Bis 1946 sah man den Charakterschauspieler dort in zahlreichen Rollen am Deutschen Schauspielhaus. Im März 1948 verwirklichte sich er einen lang gehegten Traum: Gmelin eröffnete im vierten Stockwerk des Hauses Alsterchaussee 5 in seiner Drei-Zimmer-Wohnung  das Theater unterm Dach, das später den Namen Theater im Zimmer erhielt. Er wollte damit Zuschauer an die Schauspielkunst heranführen, indem er aufgrund einer fehlenden Rampe Barrierefreiheit schaffte. In diesem Theater konnten fünfzig Personen Platz finden.  Die inoffizielle Eröffnung des Theaters erfolgte mit dem Stück Gespenster von Henrik Ibsen. In der Rolle des Oswald trat Boy Gobert auf, der wie viele andere Schüler Gmelins an diesem Theater zu sehen war. Die Aufführung fand in Hamburg so viel Anklang, dass das Theater zu einer festen Einrichtung wurde.
Da sich bald herausstellte, dass die Wohnung im Stadtteil Harvestehude für viele Aufführungen wegen der räumlichen Enge ungeeignet war, zog man im Mai 1952 in eine Villa an der Alsterchaussee 30. Dort fanden 120 Zuschauer Platz. Sehr bald machte sich die Bühne auch außerhalb der Hansestadt einen Namen. 1957 erkrankte Gmelin so schwer, dass seine Tochter, die Schauspielerin Gerda Gmelin, die später seine Nachfolgerin wurde, einen Großteil seiner Arbeit übernehmen musste.
Helmuth Gmelin fand neben der Theaterarbeit aber auch Zeit für Arbeiten bei Film, Fernsehen und vor allem beim Hörfunk. Während er auf der Leinwand meist in Nebenrollen auftrat, wie in Der Hauptmann von Köpenick, trat er in zahlreichen Hörspielen des NWDR Hamburg zwischen 1949 und 1958 auch als Hauptdarsteller in Erscheinung.
Hauptrollen hatte er u. a. in dem Science-Fiction-Hörspiel Das Hopkins-Manuskript nach Robert Cedric Sherriff, in Die Herzogin von Langeais, Moselfahrt, Professor Singers letztes Experiment, Die Gattin des Ministers und in Der König von Albanien. Auch als Synchronsprecher trat er gelegentlich in Erscheinung, so beispielsweise als die deutsche Stimme von Wilfrid Lawson in Duell am Steuer.
Gmelin, der sich vorübergehend von seiner Krankheit erholt hatte, erlitt einen Rückfall und starb am Nachmittag des 18. Oktober 1959 im Allgemeinen Krankenhaus Barmbek. Sein Grab befand sich auf dem Hamburger Friedhof Ohlsdorf im Planquadrat BX 66 unter der Grabnummer 248. Mittlerweile ist das Grab aufgehoben (aufgelassen) worden.

## Filmografie
- 1950: Die wunderschöne Galathee – Regie: Rolf Meyer, mit Hannelore Schroth, Viktor de Kowa, Willy Fritsch
- 1950: Schatten der Nacht; alternativ: Ballade der Nacht – Regie: Eugen York, mit Hilde Krahl, Willy Fritsch, Carl Raddatz
- 1951: Paulchen und die Millionenerbschaft; alternativ: Engel im Abendkleid – Regie: Ákos Ráthonyi, mit Bruni Löbel, Rudolf Prack, Paul Kemp
- 1953: Komm zurück... (Danehl) – Regie: Alfred Braun, mit Rudolf Prack, Winnie Markus, Hans Stüwe
- 1953: Das Abschiedsgeschenk – Fernsehspiel – Regie: Werner Völger, mit Rosemarie Gerstenberg, Hermann Lenschau, Eduard Marks
- 1954: Der ungebetene Gast (Amercoeur) – Fernsehspiel – Regie: Detlof Krüger, mit Dagmar Altrichter, Josef Dahmen, Richard Lauffen
- 1954: Hin und her (nach Ödön von Horváth) Thomas Szamek – ein Grenzorgan – Fernsehspiel – Regie: Erich Geiger, mit Herbert A. E. Böhme, Eva Pflug, Erich Weiher
- 1954: Der Briefträger ging vorbei (Der alte Pierre) – Fernsehspiel – Regie: Hanns Farenburg, mit  Rudolf Fenner, Marga Maasberg, Kurt Fischer-Fehling
- 1955: Banditen der Autobahn – Regie: Géza von Cziffra, mit Eva Ingeborg Scholz, Paul Hörbiger, Charles Regnier, Hans Christian Blech
- 1956: Der Hauptmann von Köpenick (nach Carl Zuckmayer) (Kürassier-Oberst) – Regie: Helmut Käutner, mit Heinz Rühmann, Martin Held, Hannelore Schroth
- 1957: Tolle Nacht (Herr Y) – Regie: John Olden, mit Rudolf Platte, Maria Sebaldt, Hubert von Meyerinck

## Hörspiele
- 1949: Goethe erzählt sein Leben, 16. Teil: Besuch in Weimar – Regie und Titelrolle: Mathias Wieman, mit  Horst Caspar, Eduard Marks, Maria Wimmer
- 1949: Goethe erzählt sein Leben, 17. Teil: Das Gartenhaus – Der Beamte. Erste Weimarer Jahre – Regie und Titelrolle: Mathias Wieman, mit  Horst Caspar, Maria Wimmer, Manfred Steffen
- 1949: Goethe erzählt sein Leben, 18. Teil: Das Amt – Regie und Titelrolle: Mathias Wieman, mit  Gerhard Bünte, Luise Franke-Booch
- 1949: Der fliegende Geheimrat (Herr Mors) – Regie: Fritz Schröder-Jahn, mit Erich Ziegel, Mirjam Horwitz, Manfred Steffen
- 1949: Der Schmuck (Bänkelsänger) – Regie: Otto Kurth, mit Fritz Schröder-Jahn, Dagmar Altrichter, Helmut Peine
- 1949: Das seltsame Abenteuer des Herrn Biche (Direktor) – Regie: Kurt Reiss, mit Hans Hermann Schaufuß, Dagmar Altrichter, Ursula Zeitz
- 1949: Siegfried (Exzellenz Lichtenau) – Regie: Otto Kurth, mit Hans Paetsch, Evy Gotthardt, Annegret Lerche
- 1949: Die Schwätzer (Ein Advokat) – Regie: Hartwig Schmidt, mit Herbert A. E. Böhme, Louise Dorsay, Thessy Kuhls
- 1949: Die Herzogin von Langeais (Angouleme) – Regie: Wilhelm Semmelroth, mit Fritz Schröder-Jahn, Kurt A. Jung, Johannes Hönig
- 1950: Der späte Kunde (Beamter) – Regie: Hans Rosenhauer, mit Werner Dahms, Helmut Peine, Josef Dahmen
- 1950: Der gerechte Herr Boll (nach Josef Martin Bauer) (Thomas) – Regie: Fritz Schröder-Jahn, mit Helmut Peine, Jo Wegener, Ursula Kutzen
- 1950: Die wundertätigen Bettler (Der Fährmann) – Regie: Gustav Burmester, mit Eduard Marks, Arnim Waldeck-Süssenguth, Joseph Offenbach
- 1950: Hundert Kronen (Illusion) – Regie: Kurt Reiss, mit Rudolf Fernau, Gisela von Collande, Erwin Linder
- 1950: Götter, Gräber und Gelehrte, 2. Teil: Die goldene Mauer  (De Sacy / Da'ud Pascha) – Regie: Gustav Burmester, mit Franz Schafheitlin, Hans Zesch-Ballot, Albert Lippert
- 1950: Götter, Gräber und Gelehrte, 3. Teil: Die hängenden Gärten der Semiramis – Regie: Gustav Burmester, mit Franz Schafheitlin, Erwin Linder, Werner Dahms
- 1950: General Frédéric (Der Diener Kieran) – Regie: Kurt Reiss, mit Carl-Heinz Schroth, Arno Assmann, Ida Ehre
- 1950: Einer zahlt seine Schuld (Universitätsprofessor) – Regie: Fritz Schröder-Jahn, mit Cay Dietrich Voß, Alexander Hunzinger, Inge Meysel
- 1950: Der Tote (Nikodemus) – Regie: Hans Quest, mit Eduard Marks, Gerd Martienzen, Ruth Leuwerik, Annemarie Schradiek
- 1950: Kon-Tiki – Abenteuer in der Unendlichkeit (nach Thor Heyerdahl) – Regie: Gerlach Fiedler, mit Herbert A. E. Böhme, Hans Zesch-Ballot, Josef Sieber
- 1950: Professor Singers letztes Experiment (Professor Singer) – Regie: Gustav Burmester, mit Evy Gotthardt, Josef Sieber, Erna Nitter
- 1950: Thora und Galuth: Zerstörung Jerusalems – Regie: Heinrich Ockel, mit Eduard Marks, Gerd Martienzen, Hans Anklam
- 1950: Das Teufelsrad – Regie: Kurt Reiss, mit Wolfgang Rottsieper, Heinrich Ockel, Kurt Meister
- 1950: Der eiserne Turm – Regie: Günther Schnabel, mit Helmut Peine, Herbert Steinmetz, Christiane Merck
- 1950: Das Hopkins-Manuskript (Präsident der Gesellschaft für Lunare Forschung) – Regie: Gustav Burmester, mit Helmut Peine, Erna Nitter, Franz Schafheitlin
- 1950: Der Sprung über den Schatten (Amtsgerichtsrat im Badischen) – Regie: Fritz Schröder-Jahn, mit Lotte Klein, Marianne Kehlau, Herbert A. E. Böhme
- 1950: Der Puderquastenfeldzug (Geheimrat Floerke) – Regie: Gustav Burmester, mit Hilde Weissner, Hermann Schomberg, Ruth Niehaus
- 1951: Träume (von Günter Eich) (Herr im 2. Traum) – Regie: Fritz Schröder-Jahn, mit Erich Schellow, Annegret Lerche, Heinz Piper
- 1951: Der Teufel fährt im D-Zug mit (Dr Kienzl) – Regie: Fritz Schröder-Jahn, mit Carl-Heinz Schroth, Jo Wegener, Franz Schafheitlin
- 1951: Um Jahr und Tag (nach Josef Martin Bauer)  (Herr Saumweber) – Regie: Otto Kurth, mit Karl Kuhlmann, Walter Mall, Robert Fitz
- 1951: Radium – Regie: Fritz Schröder-Jahn, mit Robert Meyn, Ernst von Klipstein, Eduard Marks
- 1951: Der Kirschblütenzweig (Hwang Ti) – Regie: Detlof Krüger, mit Siegfried Wischnewski, Eduard Marks, Conrad Mayerhoff
- 1951: Merlette (Professor Tapir) – Regie: Kurt Reiss, mit Hannelore Schroth, Hans Quest, Annemarie Schradiek
- 1951: Der Weg zum Weltraumschiff – Regie: Fritz Schröder-Jahn, mit Heinz Piper, Georg Eilert, Max Walter Sieg
- 1951: Nenn' es Verrat (Pfarrer) – Regie: Kurt Strehlen, mit Renate Holste, Werner Bruhns, Hans Dieter Zeidler
- 1951: Am Ende der Straße (Der Trödler) – Regie: Gustav Burmester, mit Joseph Offenbach,  Inge Schmidt,  Herbert A. E. Böhme
- 1951: Der Teufel, 3. Teil (Frater Robertus) – Regie: Heinrich Koch, mit Fritz Schröder-Jahn, Hermann Schomberg
- 1951: Das Geheimnis der Yosemite-Indianer (Der Alte) – Regie: Kurt Reiss, mit Hardy Krüger, Ingrid Andree, Herbert Steinmetz
- 1951: Die Berufung (Ippolyt) – Regie: Gustav Burmester, mit Bernhard Minetti, Ernst Leudesdorff, Karl Kuhlmann
- 1952: Der Narr mit der Hacke (Komaze) – Regie: Fritz Schröder-Jahn, mit Benno Sterzenbach, Heinz Klingenberg, Werner Riepel
- 1952: Der König von Albanien (nach Josef Martin Bauer) (Alter Witte) – Regie: Fritz Schröder-Jahn, mit Carl-Heinz Schroth, Max Walter Sieg, Franz Schafheitlin
- 1952: Gestatten, mein Name ist Cox, 1. Teil: Mrs. Chataway hat eine Überraschung (nach Rolf Becker) (Mr. Peacock) -Regie: Hans Gertberg, mit Carl-Heinz Schroth, Heinz Klingenberg, Wolfgang Wahl
- 1952: Das Gericht zieht sich zur Beratung zurück, Folge: Das geheimnisvolle Wertpaket (Freiherr von Wangel) – Regie: Gerd Fricke, mit Waldemar Staegemann, Reinhold Nietschmann, Erich Weiher
- 1952: John Every oder Wieviel ist der Mensch wert? (Arzt) – Regie: Kurt Reiss, mit Joseph Offenbach, Jo Wegener, Herbert A. E.Böhme
- 1952: Die verschlossene Tür (Dr. Waltz) – Regie: Detlof Krüger, mit Robert Taube, Mirjam Ziegel-Horwitz, Günther Bobrik
- 1952: Fahr wohl, Benjowsky (Pater Ignacio) – Regie: Gert Westphal, mit Helmut Käutner, Hans Fitze, Ernst von Klipstein
- 1952: Der Doppelkopf von Trum (1. Redner) – Regie: Kurt Reiss, mit Hans Lietzau, Heinz Dunkhase, Dietrich Haugk
- 1952: Denn sie sollen getröstet werden (Oberrichter) – Regie: Gustav Burmester, mit Karl Kuhlmann, Eduard Marks, Annemarie Roche
- 1952: Aus dem Leben eines Arztes. Der Chirurg Ferdinand Sauerbruch erzählt (Der alte Rothschild) – Regie: Fritz Schröder-Jahn, mit Willy Maertens, Eduard Marks, Mirjam Ziegel-Horwitz
- 1952: Götze einer Nacht (Jodokus) – Regie: Gerlach Fiedler, mit Benno Sterzenbach, Alexander Hunzinger, Heinz Sailer
- 1952: Gerlach präsentiert die Rechnung (von Herbert Reinecker) (Weichensteller) – Regie: Curt Goetz-Pflug, mit Dietrich Haugk, Joseph Offenbach, Annemarie Schradiek
- 1953: Die grünen Weiden oder Sonntagsschule für Negerkinder (Hohepriester) – Regie: Fritz Schröder-Jahn, mit  Hermann Schomberg, Karl Bockx, Reinhold Nietschmann
- 1953: Die Hutdynastie (Der Schwiegervater) – Regie: Detlof Krüger, mit Heinz Klevenow, Gisela Trowe, Wolfgang Arps
- 1953: Barabbas (Der Wiederauferweckte) – Regie: Gert Westphal, mit Arthur Mentz, Walter Kottenkamp, Reinhold Lütjohann
- 1953: Gobsch (Geist) – Regie: Fritz Schröder-Jahn, mit Wolfgang Wahl, Inge Meysel, Karin Remsing
- 1953: Das Gericht zieht sich zur Beratung zurück, Folge: Einsamer alter Mann  (Arzt) – Regie: Gerd Fricke, mit Waldemar Staegemann, Josef Sieber, Günther Bobrik
- 1953: Der tödliche Marabu (von Harald Vock) (Professor) – Regie: Gerlach Fiedler, mit Balduin Ill, Robert Meyn, Benno Sterzenbach
- 1954: Unter dem Milchwald (von Dylan Thomas) (Lord Kristallglas) – Regie: Fritz Schröder-Jahn, mit Gisela von Collande, Paul Bildt, Heinz Sailer
- 1954: Kein Lorbeer für Augusto (General) – Regie: Fritz Schröder-Jahn, mit  Gunnar Möller, Karen Hüttmann, Erwin Linder
- 1954: Das Ende der Teufelsinsel (Zola) – Regie: Fritz Wendhausen, mit Georg Eilert, Heinz Klevenow, Wolfgang Hessler
- 1954: Die Sache mit Fadenherr (nach Josef Martin Bauer) (Inspektor Murgthaler) – Regie: Kurt Reiss, mit Gunnar Möller, Ludwig Linkmann, Annemarie Schradiek
- 1954: Der Dichter (Graf Augustus Schimmelmann) – Regie: Kurt Reiss, mit Erwin Linder, Bernhard Minetti, Klaus Kammer, Anneliese Römer
- 1954: Meine Frau wohnt nebenan (Astrologe) – Regie und Hauptrolle: Erik Ode, mit Gitta Lind, Gustl Busch, Heinz Sailer
- 1954: Die Stiefsöhne der schönen Helena (Mönch) – Regie: Irmfried Wilimzig, mit Dietrich Haugk, Ida Ehre, Heinz Sailer
- 1954: Das Protokoll des Pilatus (Tiberius) – Regie: Walter Knaus, mit Günther Dockerill, Joseph Offenbach,  Arthur Mentz
- 1954: Lord Mountdrago (nach William Somerset Maugham) (Dr. Audlin) – Regie: Julius Gellner, mit Albrecht Schoenhals, Rolf Mamero, Ingrid von Bothmer
- 1954: Simon von Kyrene (Priester) – Regie: Gustav Burmester, mit Karl Kuhlmann, Walter Kner, Marlene Riphahn
- 1954: Der Vogel, der sprechen kann (Mann) – Regie: Rüdiger Proske, mit Heinz Klevenow, Rosemarie Schwerin, Charlotte Kramm
- 1955: Die toten Seelen (nach Nikolai Gogol) (Pljuschkin) – Regie: Carl Nagel, mit Wolfgang Golisch, Ernst Rottluff, Wolfgang Engels
- 1955: Hundert Kronen (Illusion) (Der Sterbende) – Regie: Kurt Reiss, mit Kurt Meisel, Anneliese Römer, Carl-Heinz Schroth
- 1955: Die Wahrheit auf Erden (Prof. Boehler) – Regie: Fritz Schröder-Jahn, mit Josef Dahmen, Andreas von der Meden, Günther Dockerill
- 1955: Die Gattin des Ministers – Regie: S. O. Wagner, mit Walter Grüters, Reinhold Nietschmann, Ursula Liederwald
- 1955: Die gestohlene Muse – Regie: Gerda von Uslar, mit Charlotte Schellenberg, Inge Meysel, Max Walter Sieg
- 1955: Prozeßakte Vampir, 3. Teil: Herr Kaminski erzählt: Glanz und Elend der Traute Finow – Regie: Hans Gertberg, mit Peter Frank, Karl Kuhlmann,  Heinz Drache
- 1955: Marcos Millionen (nach Eugene O’Neill) (Chu Yin, ein Weiser) – Regie: Ludwig Cremer, mit Will Quadflieg, Joseph Offenbach, Josef Dahmen
- 1955: Gemicornos (Aufsichtsrat) – Regie: Günter Bommert, mit Günther Lüders, Maria Körber-Harlan, Arthur Mentz
- 1956: Apoll an der Seine – Regie: Kurt Reiss, mit Hardy Krüger, Dinah Hinz, Heinz Klevenow
- 1956: Das Streichholz unterm Bett (nach Anton Tschechow) – Regie: Gustav Burmester, mit Hermann Schomberg, Karin Jacobsen, Ludwig Linkmann
- 1956: Kennwort Sonnenvogel (Vater) – Regie: Gustav Burmester, mit Benno Sterzenbach, Heinz Reincke, Hans-Christian Blech
- 1956: Akte 414: Wilhelm Voigt (Alter Herr) – Regie: Kurt Reiss, mit Willy Maertens, Hilde Krahl, Heinz Ladiges
- 1956: Der Falschspieler (Peter Gabriel) – Regie: Ludwig Cremer, mit Ellen Schwiers, Ernst Deutsch, Hilde Hildebrand
- 1956: Aufregung im Zoo (Baron von Zirton) – Regie: Kurt Reiss, mit Ann Höling, Viola Altrichter, Karin Reiss
- 1956: Abenteuer in der Weihnachtsnacht (Sprecher des Prologs) – Regie: Gerlach Fiedler, mit Claudine Goerges, Volker Lechtenbrink, Hermann Schomberg
- 1956: Ein Weg zum Ruhm (General a. D.) – Regie: Otto Kurth, mit Hermann Schomberg, Kurt Strehlen, Susanne Eggers
- 1956: Vier Schwestern (Mr. Laurence) – Regie: Edward Rothe, mit Heinz Klevenow, Andreas von der Meden, Corinna Schnabel
- 1957: Der Mann, der nicht schlafen konnte, 6. Folge: Pension Wanderers Ruh (Oberst Potter) – Regie: Hans Rosenhauer, mit Hartwig Sievers, Hanns Lothar, Willy Maertens
- 1957: Die Früchte des Kaktus (Dr. Neter) – Regie: Fritz Schröder-Jahn, mit Jürgen Goslar, Willy Maertens, Otto Kurth
- 1957: Moselfahrt (Traumprofessor) – Regie: Gerda von Uslar, mit Walter Teich, Gesa Teich, Hermann Kner
- 1957: Der Lauf des Bösen (Marschall) – Regie und Darsteller: Oswald Döpke, mit Helga Siemers, Trudik Daniel, Hanns Lothar
- 1958: Das Traumkissen (Sekretär) – Regie: Carl Nagel, mit Pinkas Braun, Dagmar Altrichter, Karin Behrmann
- 1958: Ein Fünfmarkstück namens Müller – Regie: Kurt Reiss, mit Evi Gotthardt, Curt Bois, Gerd Martienzen
- 1958: Die Rückreise (nach Dylan Thomas) (Promenadenmann) – Regie: Fritz Schröder-Jahn, mit Gerd Martienzen, Heino Cohrs, Heinz Klingenberg
- 1958: Spaziergang in die Vergangenheit (Erinnerung an einen Feiertag/Rückreise) (nach Dylan Thomas) – Regie: Fritz Schröder-Jahn, mit Hans Lietzau, Thomas Piper, Charlotte Schellenberg
- 1958: Das flämische Freiheitslied, 2. Teil: Die Asche des Vaters schlägt an Tills Brust – Regie: Ludwig Cremer, mit Kaspar Brüninghaus, Ullrich Haupt, Gisela von Collande
- 1958: Soll Persepolis vernichtet werden? (Oberst a. D.) – Regie: Günter Siebert, mit Hermann Schomberg, Max Walter Sieg, Ernst Rottluff